# 胡安·阿朗戈
桑·費蘭度·艾蘭高·薩恩斯（西班牙語：Juan Fernando Arango Sáenz，1980年5月16日—），簡稱桑·艾蘭高（西班牙語：Juan Arango），出生在馬拉凱，是一名委內瑞拉足球運動員，司職攻擊中場，現效力墨西哥足球超級聯賽球會蒂华纳。

## 球員
艾蘭高的父母是哥倫比亞人，在他出世前，他們已經移民至委內瑞拉並居住在馬拉凱，年僅16歲的他在努埃瓦加的斯展開其足球生涯，接著的一季球會升班至委甲，並更名為蘇利亞，輾轉效力過卡拉卡斯、蒙特雷、帕丘卡和普埃布拉後，他在2004年加盟由前蒙特雷領隊貝尼托·弗洛羅·桑斯執教的西甲球會馬略卡，並簽訂一年合約，另外附加可選擇自動續約三年的條款。
2005年3月20日，艾蘭高被西維爾後衛查維·拿華路粗野肘擊後重傷。他當場失去知覺暈倒，導致他的頰骨骨折，他甚至吞下了自己的舌頭，臉部亦有嚴重的傷口。一個月後，他復出並在2005/06球季以11球成為球隊的聯賽首席射手。
2008年3月9日，艾蘭高在主場以7-1的比分擊敗維爾瓦的賽事中首次大演帽子戲法，他的隊友丹尼·古爾沙則梅開二度，成為該季皮奇奇獎的得主。他在2005-08年間，總共只錯過一場聯賽賽事。
艾蘭高的合約會在2009/10球季後結束，他因而在2009年6月26日以330萬歐羅的轉會費加盟慕遜加柏並簽訂三年合約。

## 國際賽
艾蘭高是委內瑞拉少數在歐洲主要聯賽的頂級球會效力的球員，他被公認為該國有史以來最佳的球員，代表委內瑞拉上陣超過80次。
艾蘭高在委內瑞拉以「阿朗戈」（Arangol）的名稱而為人所知，他亦曾被路易斯·奧馬爾·塔皮亞（Luis Omar Tapia）在ESPN的電視轉播中稱其為「加勒比颶風」（Caribbean Hurricane）。他曾代表委內瑞拉隊出戰1999年美洲國家盃、2001年美洲國家盃、2004年美洲國家盃和2007年美洲國家盃，亦曾出戰2002年世界盃外圍賽、2006年世界盃外圍賽和2010年世界盃外圍賽，惟至目前都無法使他的國家進入世界盃。

## 外部連結
- （西班牙文）Real Mallorca bio
- （英文）BDFutbol profile （页面存档备份，存于）
- （英文）胡安·阿朗戈在National-Football-Teams.com的資料
- （英文）Internationals appearances （页面存档备份，存于）
- （英文）桑·艾蘭高 – FIFA國際賽競賽紀錄 (存檔)
- （英文）News of Venezuelan footballers abroad
- （德文）Fohlen-Hautnah bio （页面存档备份，存于）